# Pholioxenus orichalceus
Pholioxenus orichalceus är en skalbaggsart som beskrevs av Reichardt 1941. Pholioxenus orichalceus ingår i släktet Pholioxenus och familjen stumpbaggar. Inga underarter finns listade i Catalogue of Life.